# Parc Municipal de Marxalenes

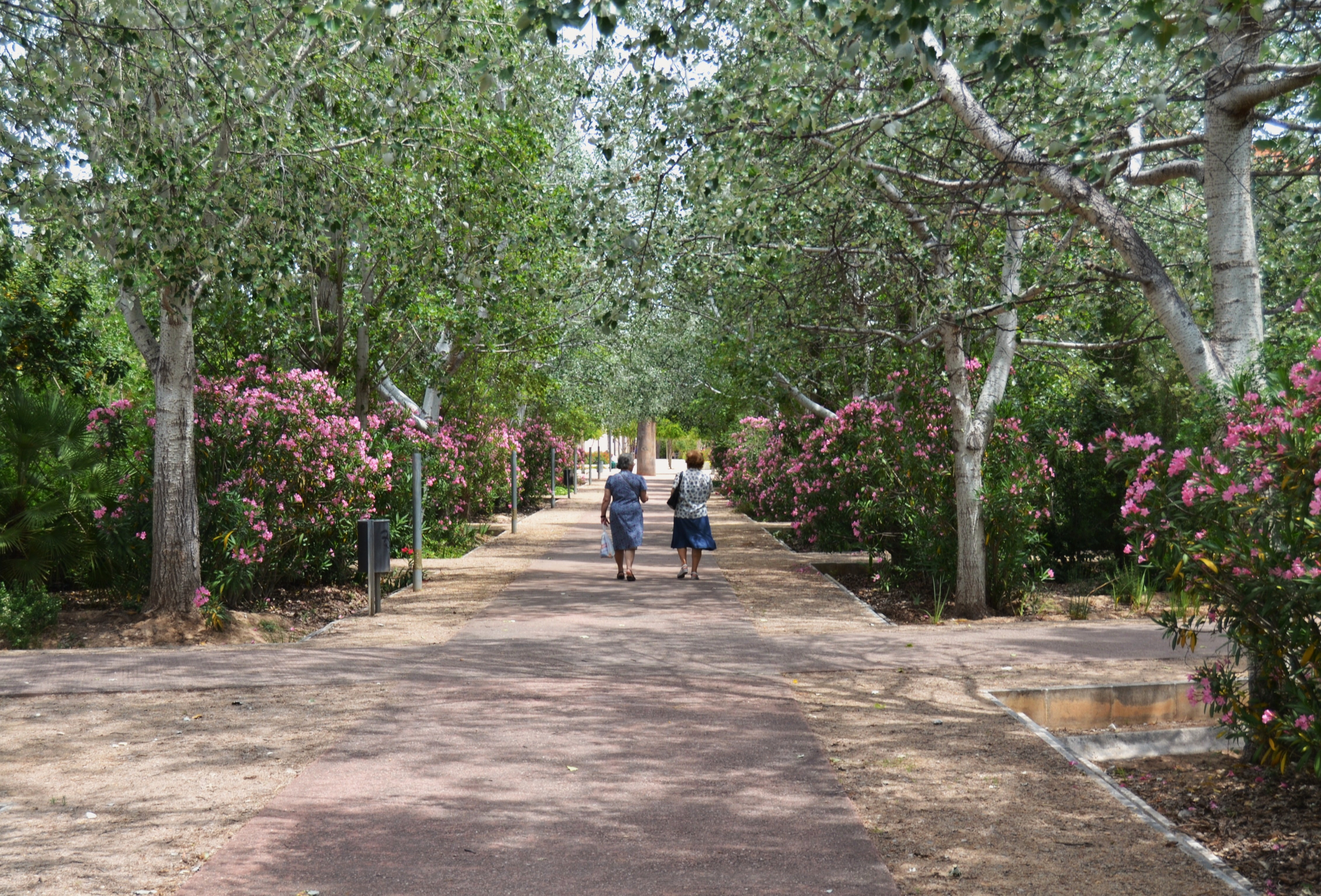
Parc de Marxalenes

El Parc Municipal de Marxalenes és un parc públic al nord de la ciutat de València, al barri de Marxalenes i en menor part a Tormos.
De forma aproximadament rectangular, és un dels parcs més grans de la ciutat, amb una extensió de 80.000 metres quadrats. Es troba envoltat al sud i a l'oest per la línia de tramvia i en disposa de dues estacions, la de Marxalenes i la de Reus. L'envolten els carrers de Sant Pancraç, de Lluís Crumiere, de Reus-Ruaya i de l'Estrela. Dins del recinte, hi ha una varietat d'edificis que avui en dia tenen usos didàctics o de manteniment del parc. Entre aquests, es troben les alqueries: la de Barrinto, d'origen medieval, la del Foraster, la de Lluna, la de Bor Baus i la de Félix, una fàbrica d'oli i la primera estació del trenet de València que data de les darreries del segle passat. També al parc són les antigues cotxeres de FGV, que el 2003 foren renovades i convertides en una cafeteria. Altres edificis situats dins del parc són l'aula de la natura, la biblioteca infantil, l'escola de jardineria i instal·lacions esportives on hom practica futbol, tennis i basquet. Finalment, hi ha una zona de jocs infantils.
Pel que fa a la flora, el parc conté exemplars nombrosos de palmera, garrofera, olivera, àlber, roure, fleix, om, carrasca, xop, pi i salze.
Com gran part dels parcs de València, aquest és gestionat per la Fundació Pública Municipal de Parcs i Jardins Singulars.

## Galeria

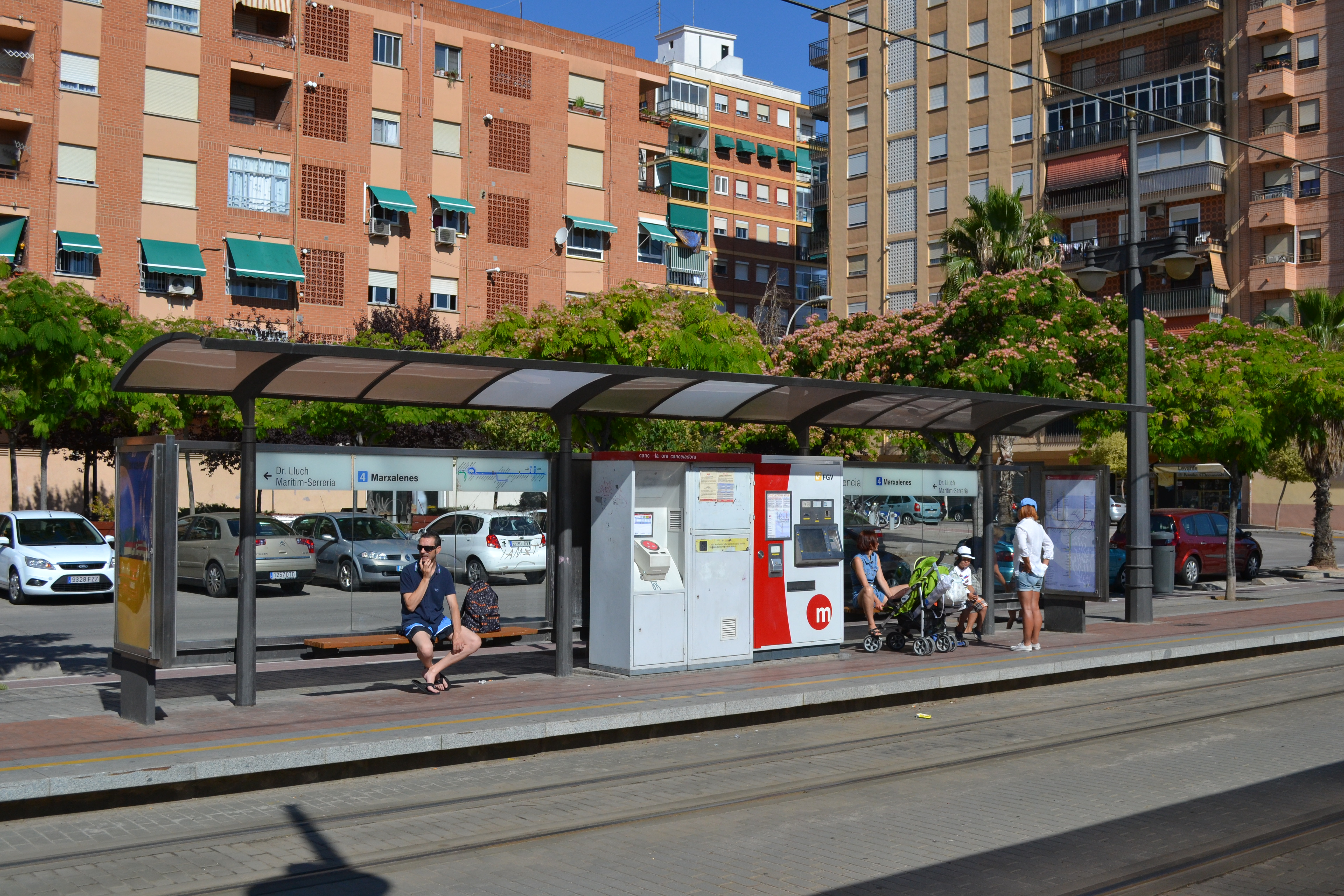
Estació del carrer de Reus
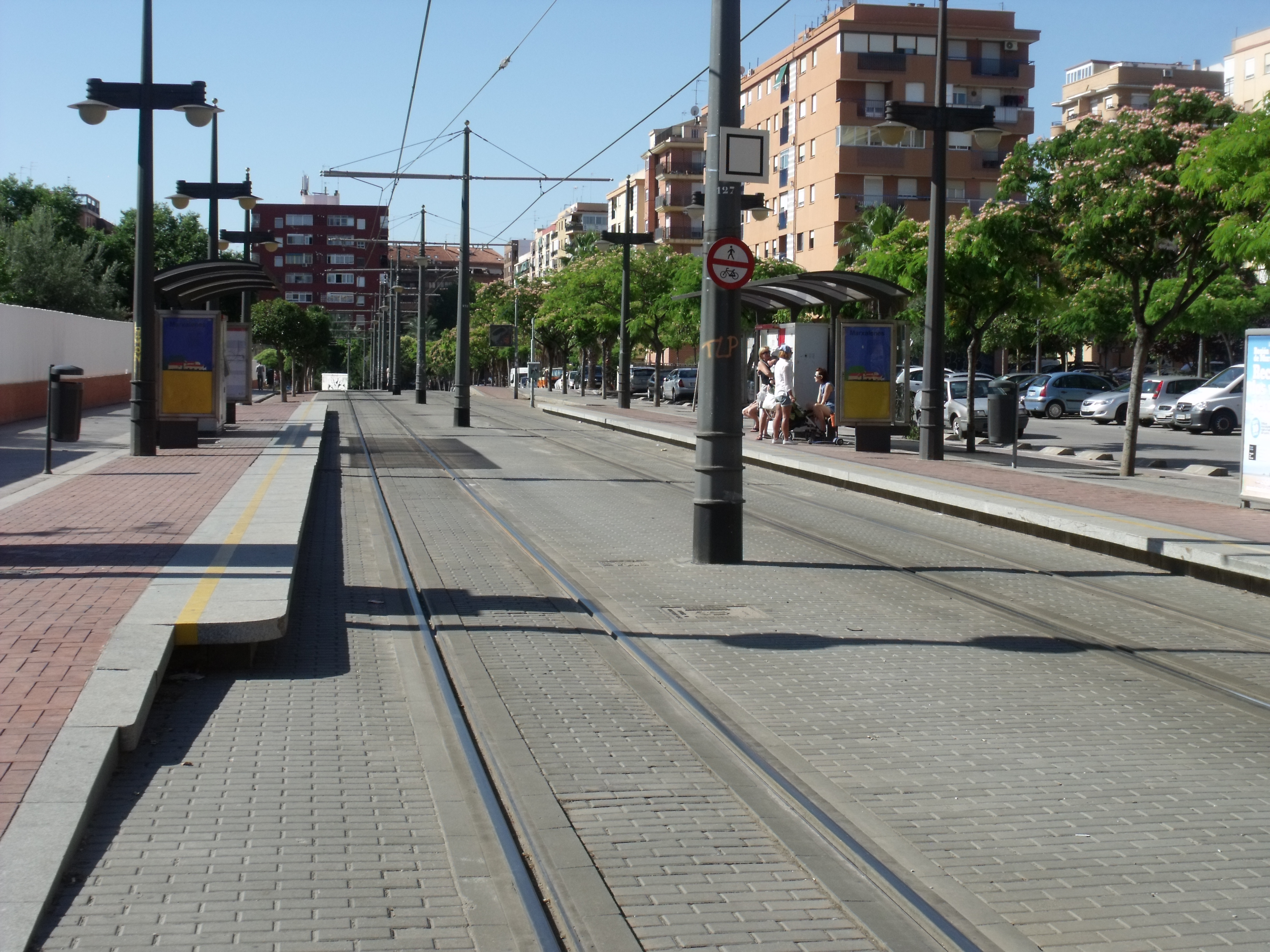
Estació de Marxalenes
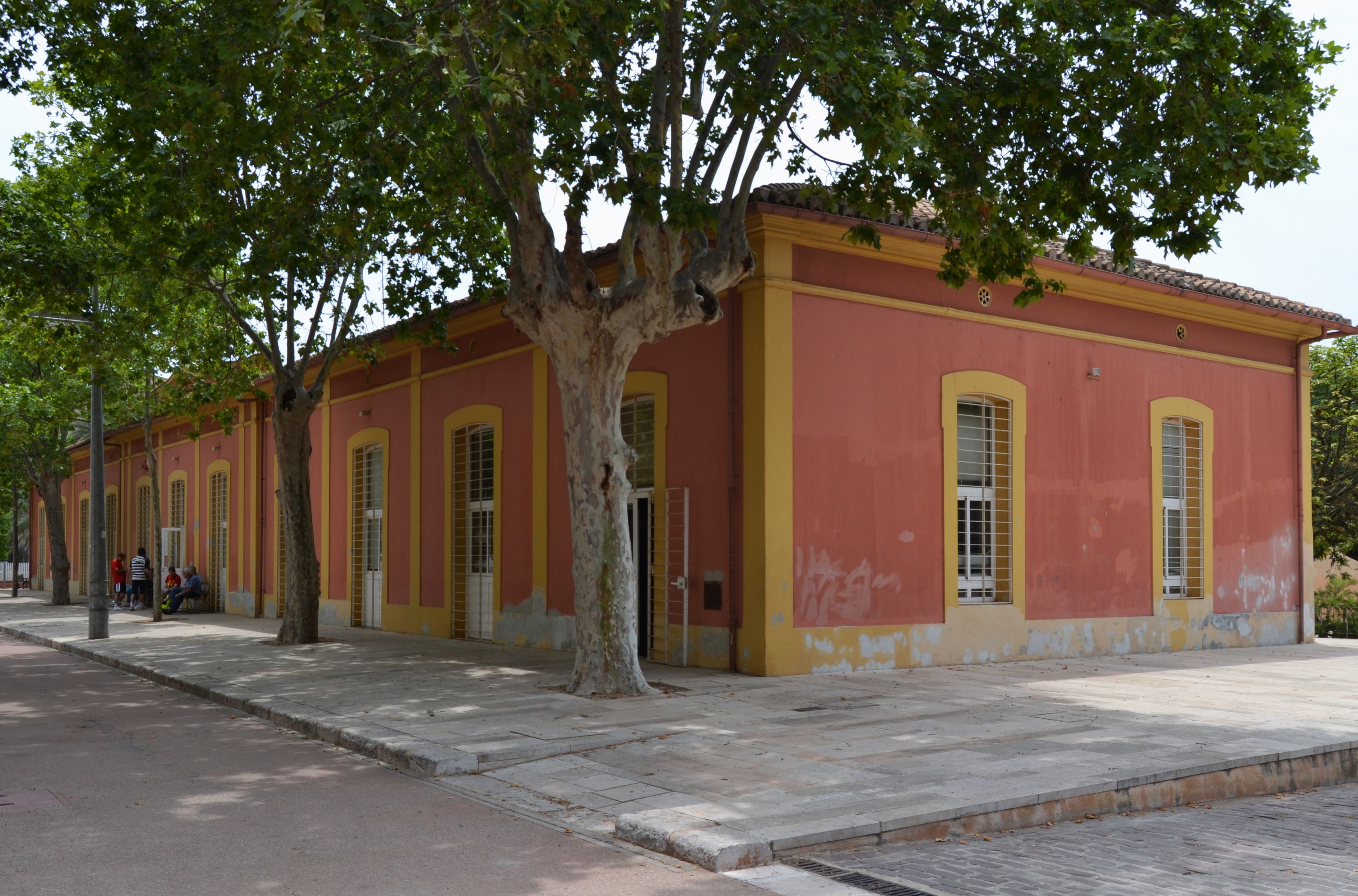
Antiga estació de Marxalenes
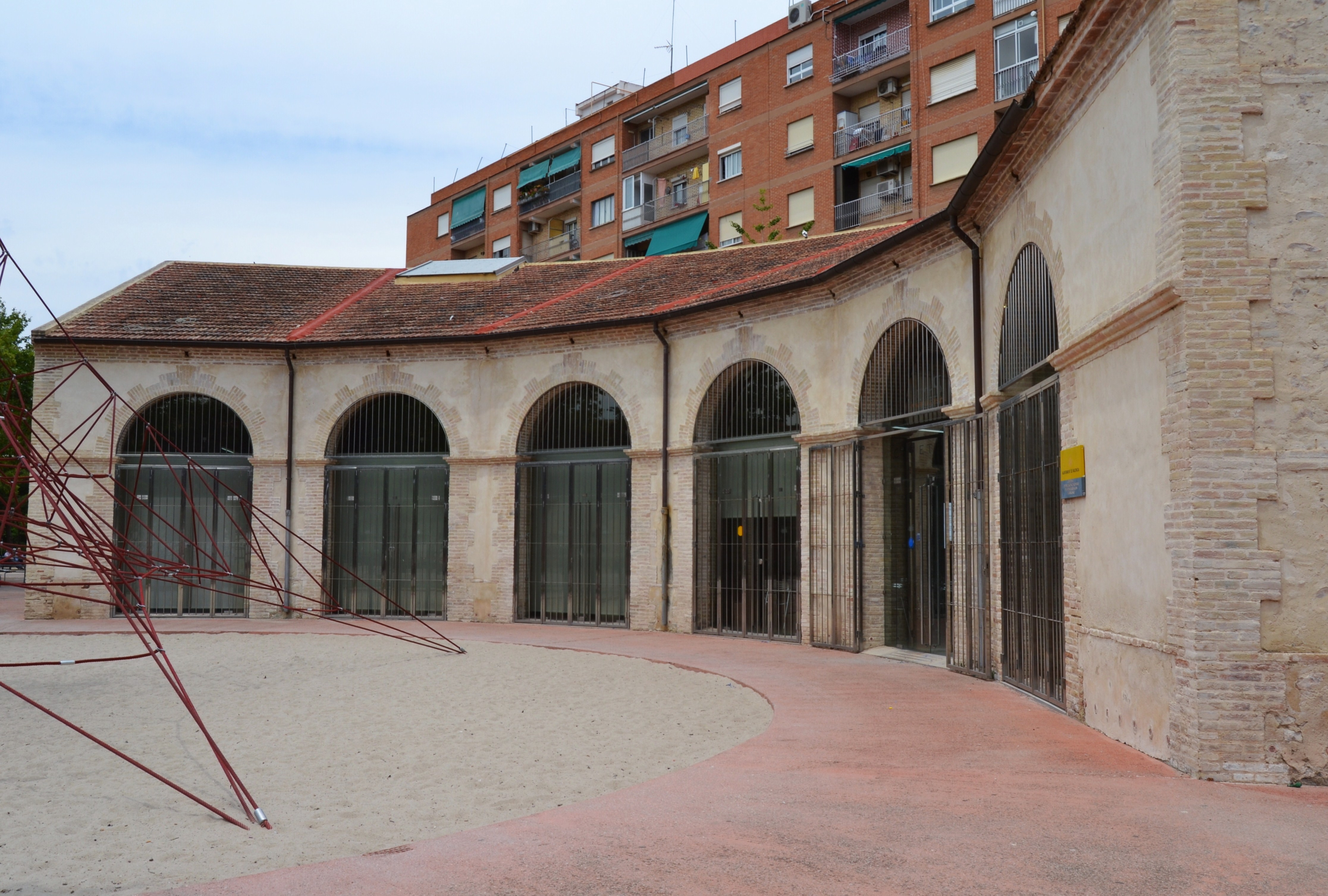
Antiga cotxera dels ferrocarrils de via estreta
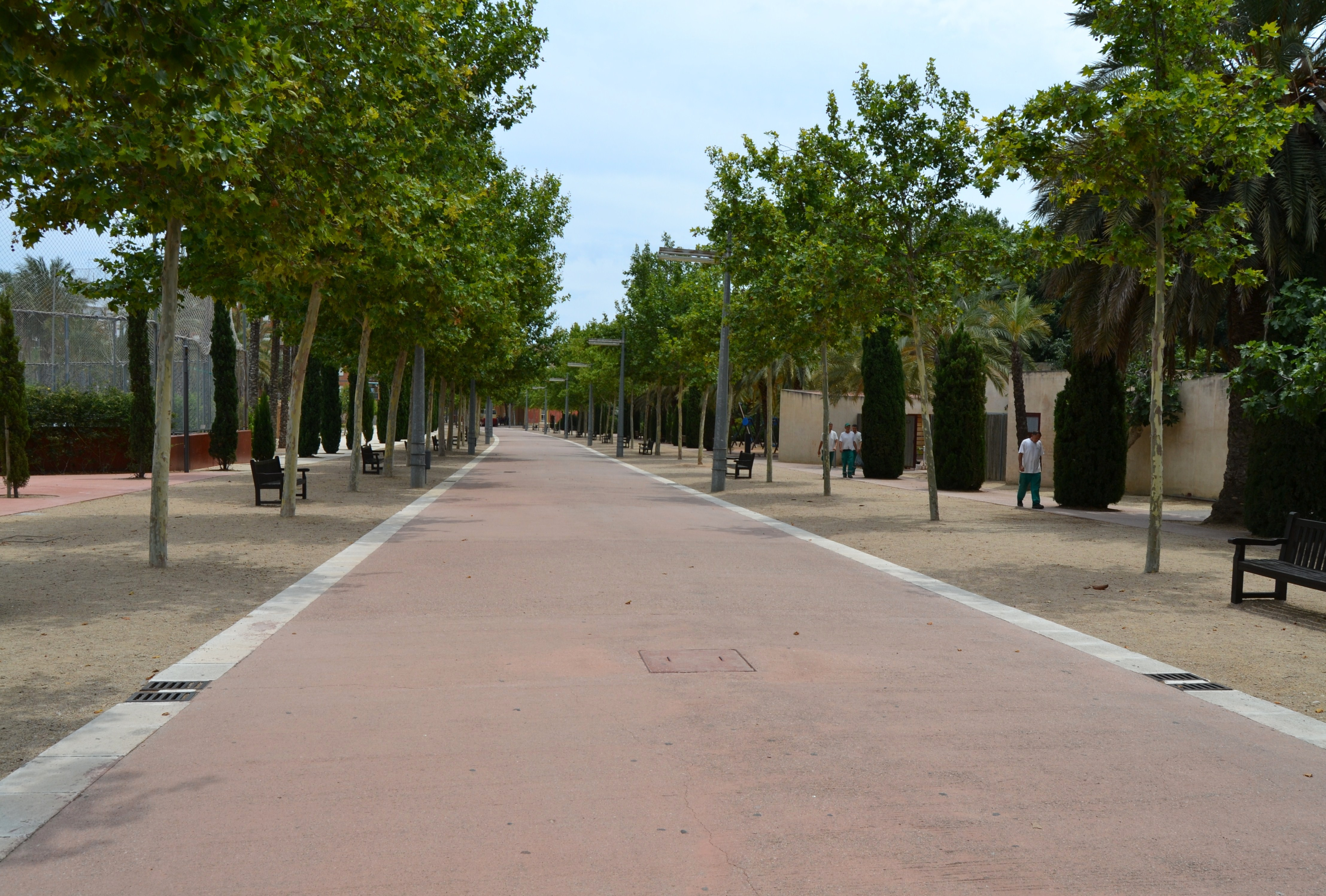
El passeig del Ferrocarril segueix el recorregut de les antigues vies del trenet
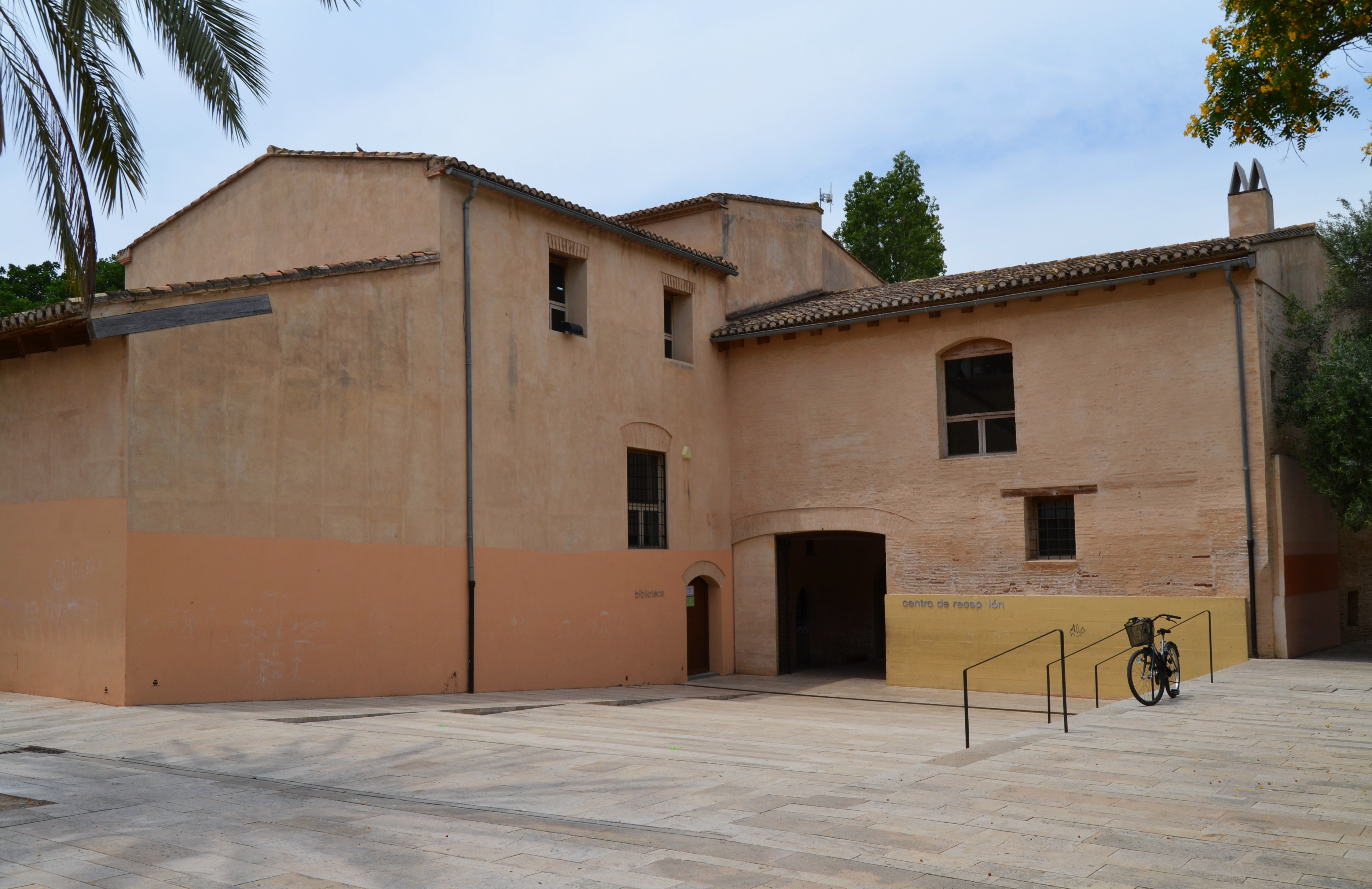
Alqueria de Barrinto
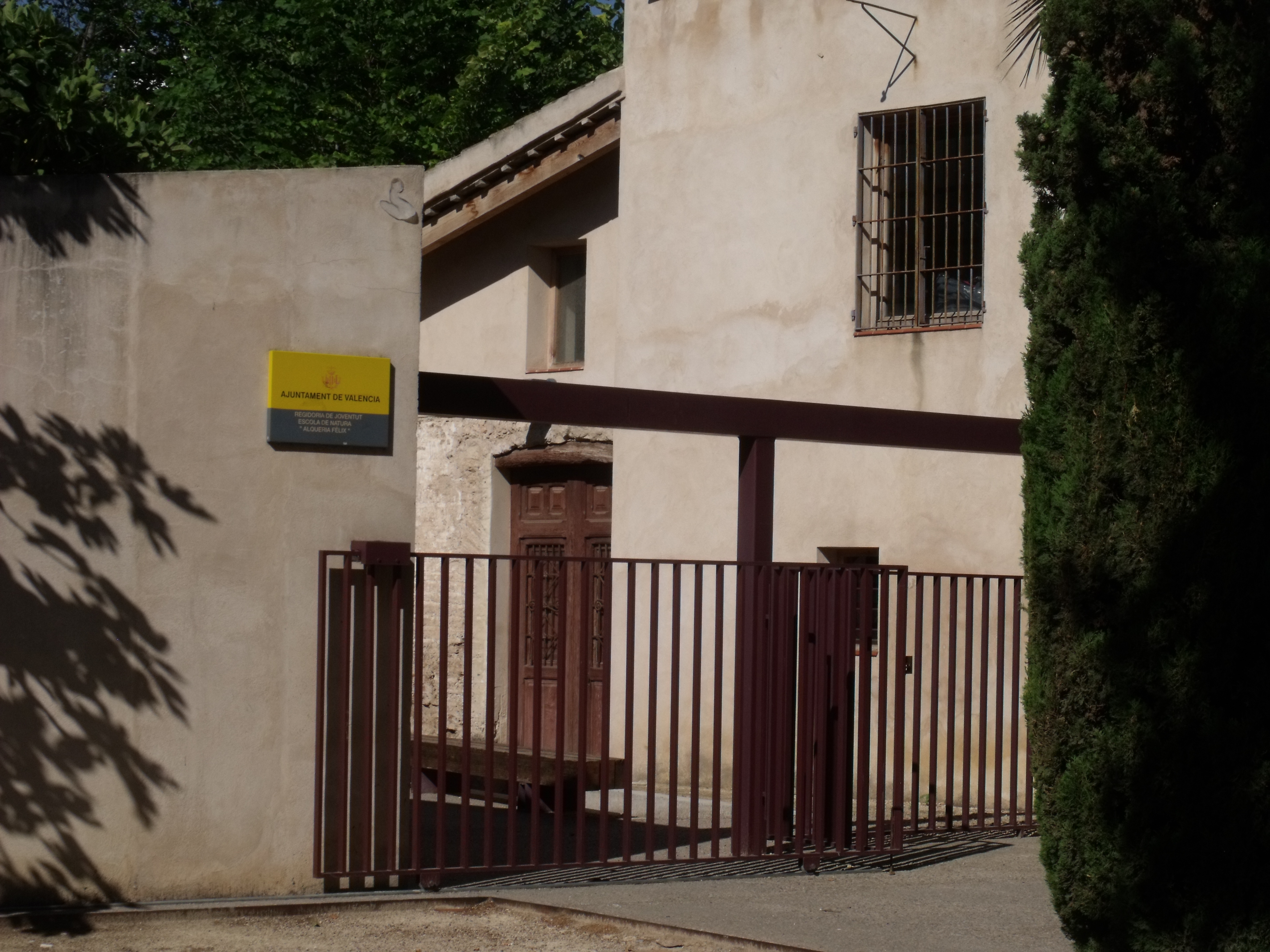
Alqueria de Fèlix
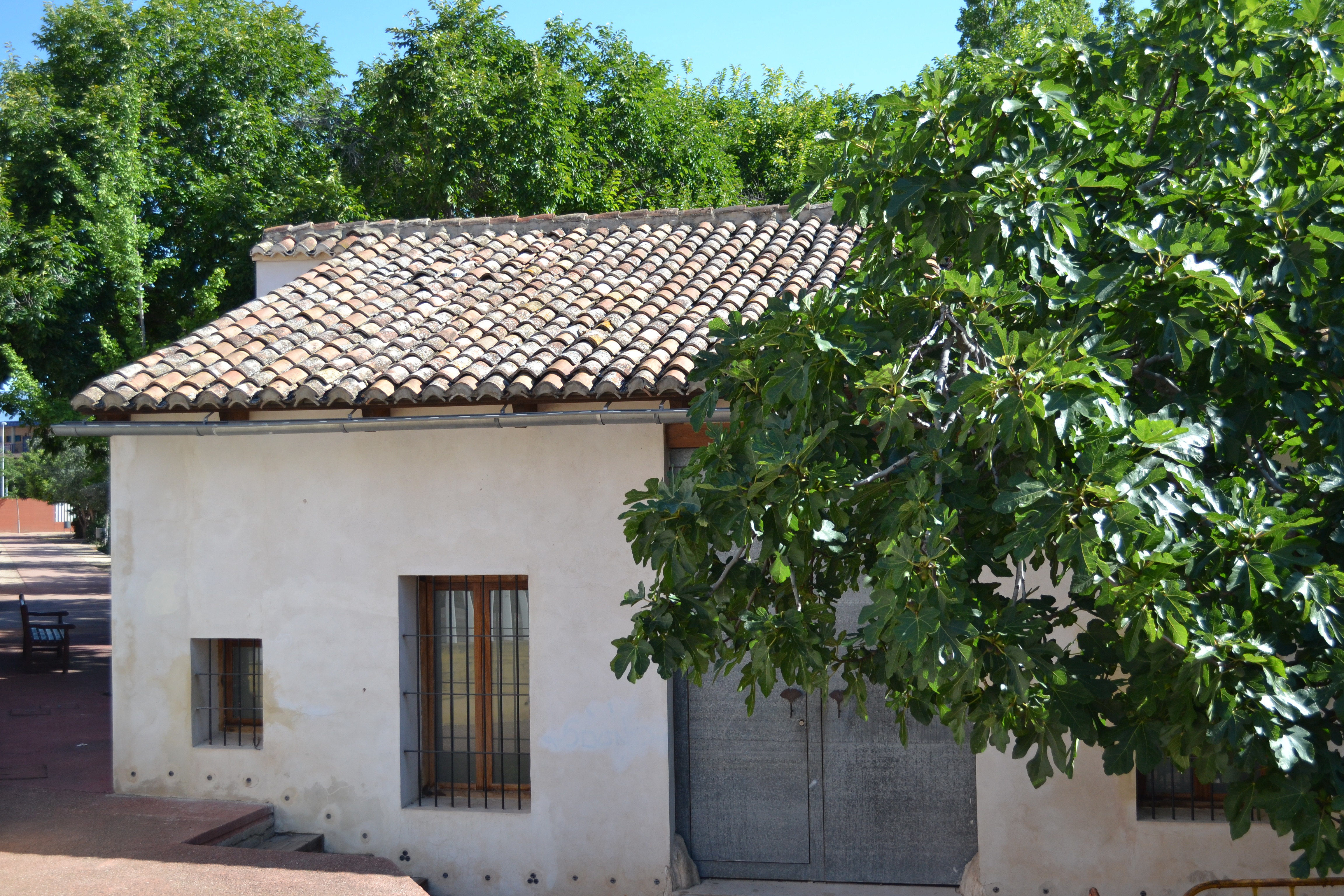
Alqueria del Foraster
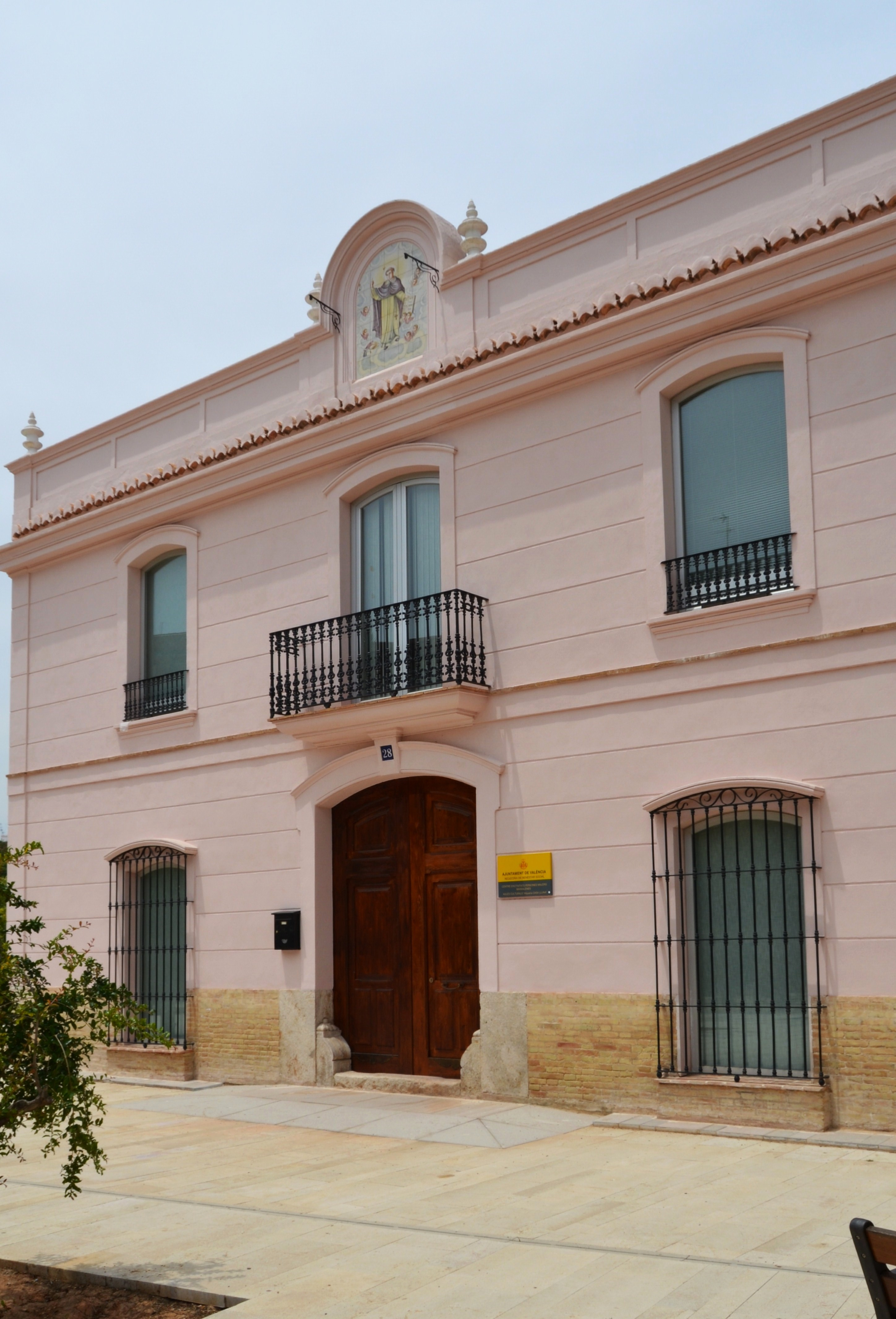
Casa de Lluna
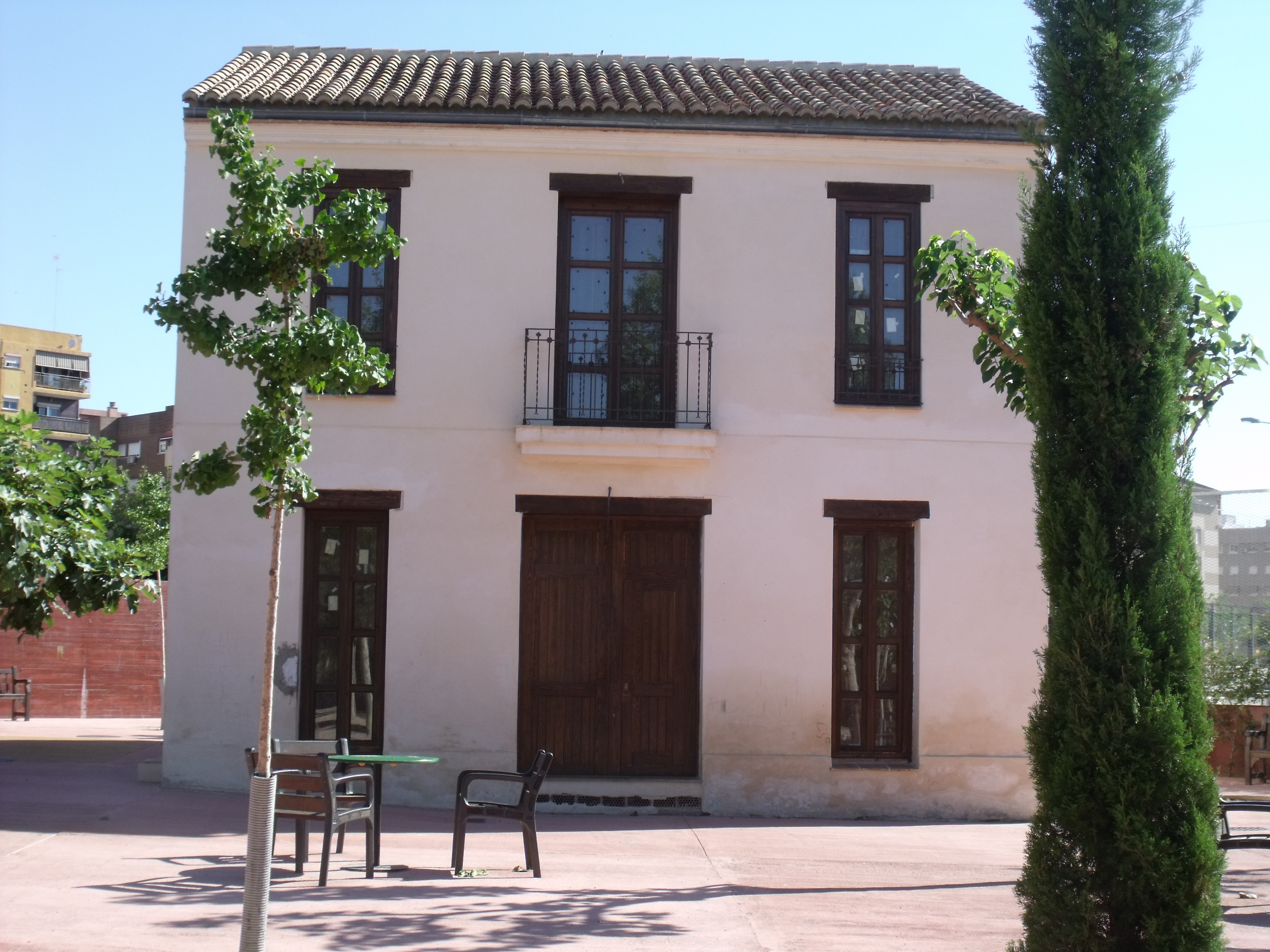
Casa de Voro
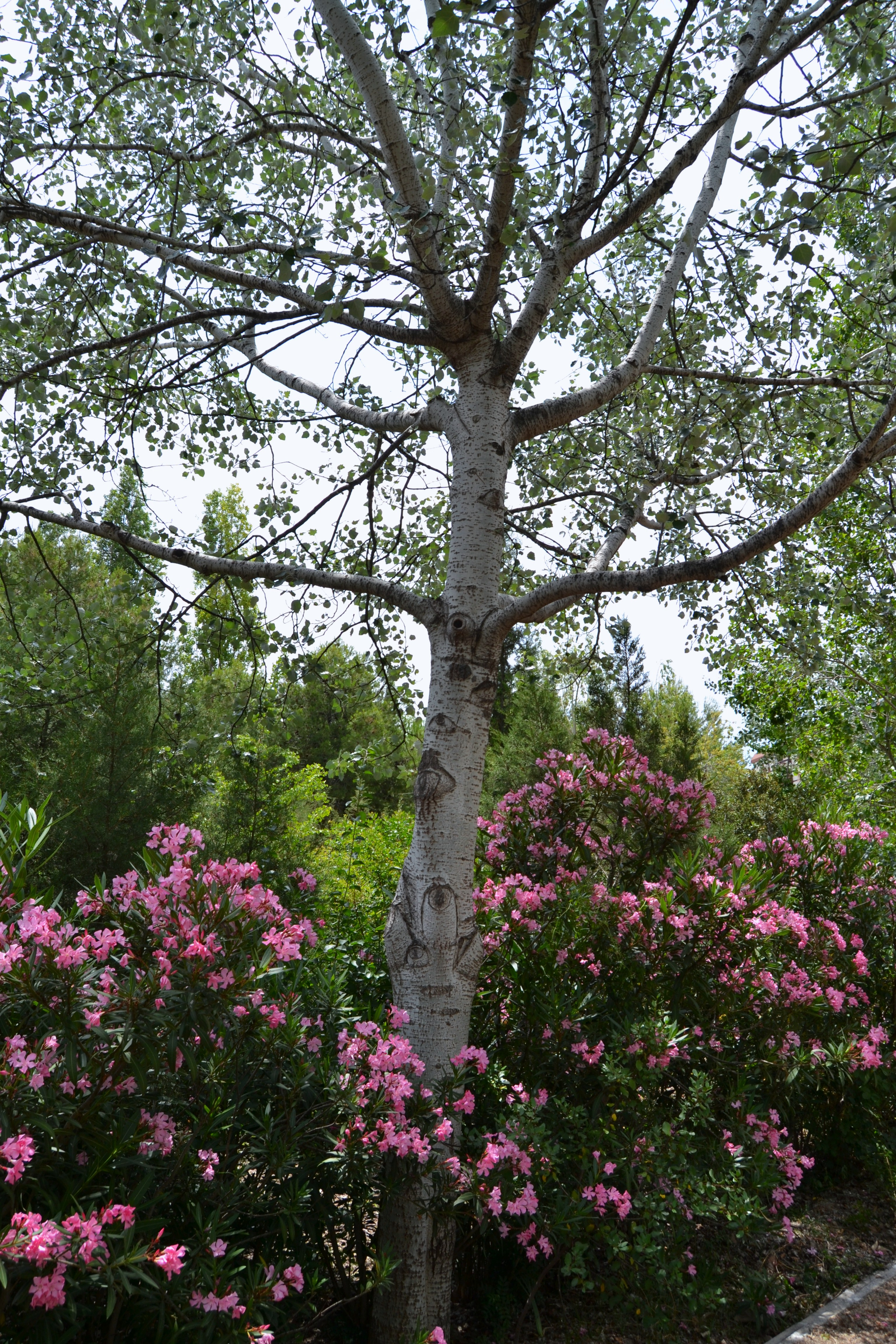
Xop i baladre
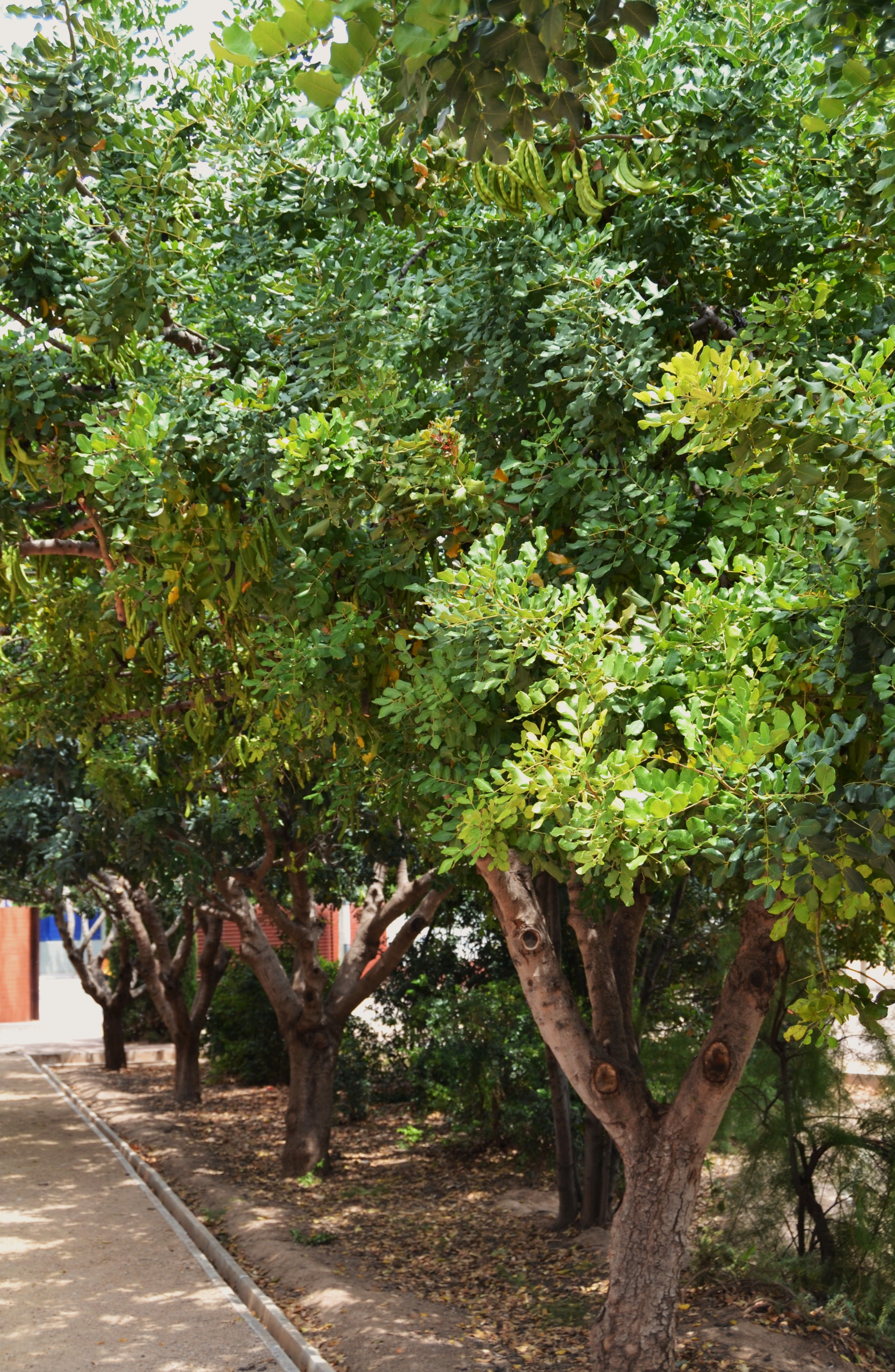
Garroferes
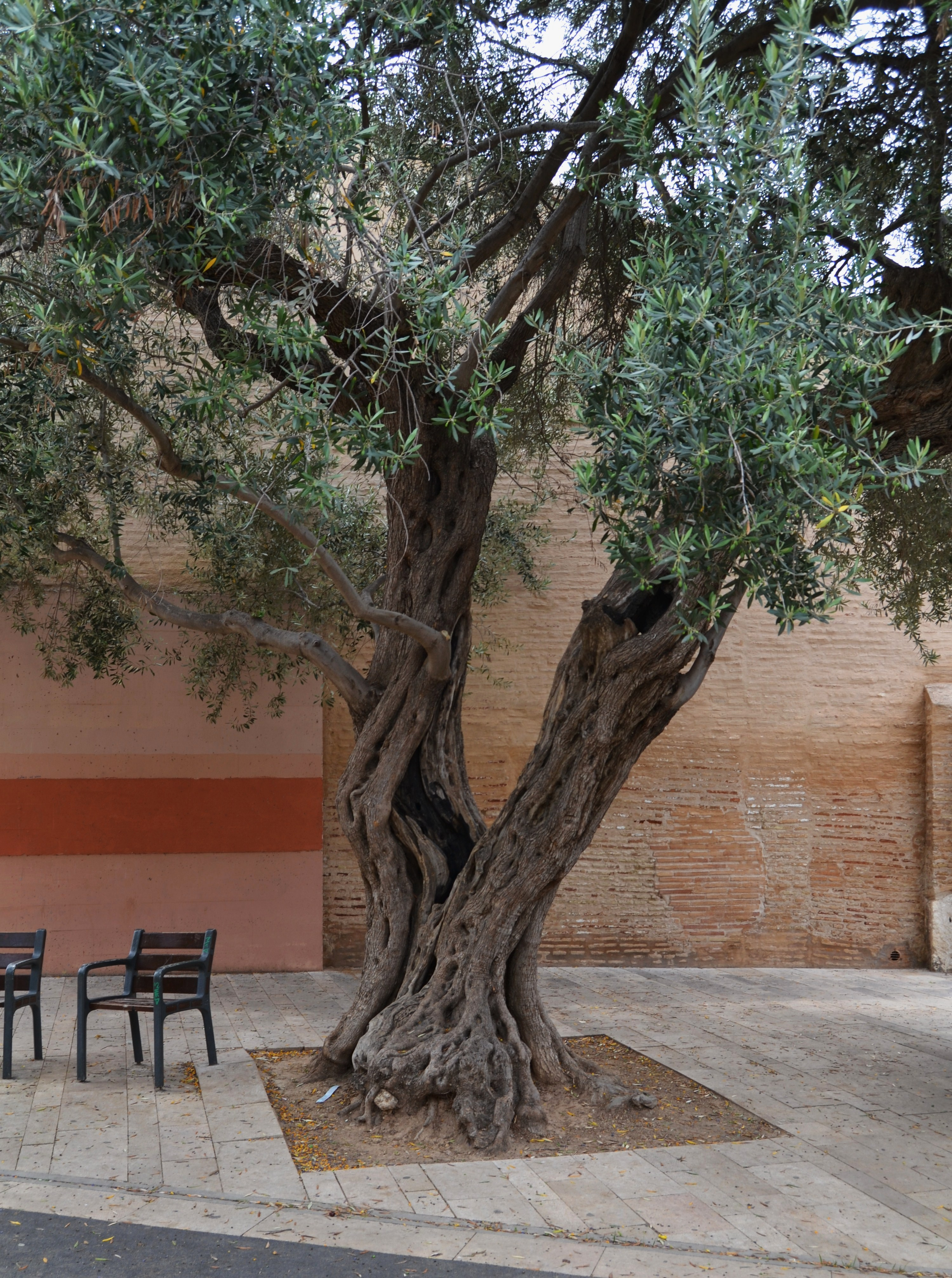
Olivera de l'alqueria de Barrinto
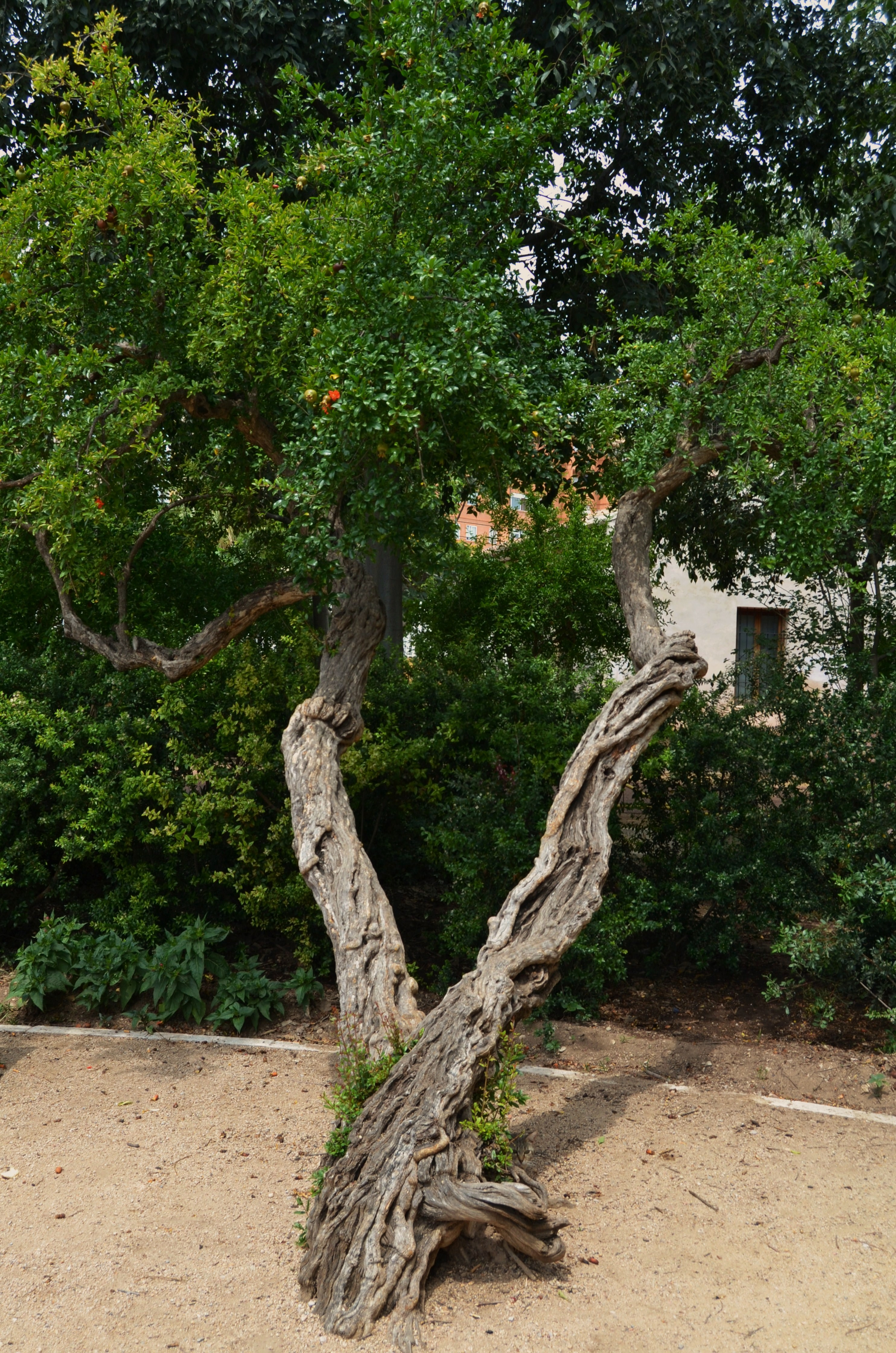
Magraner
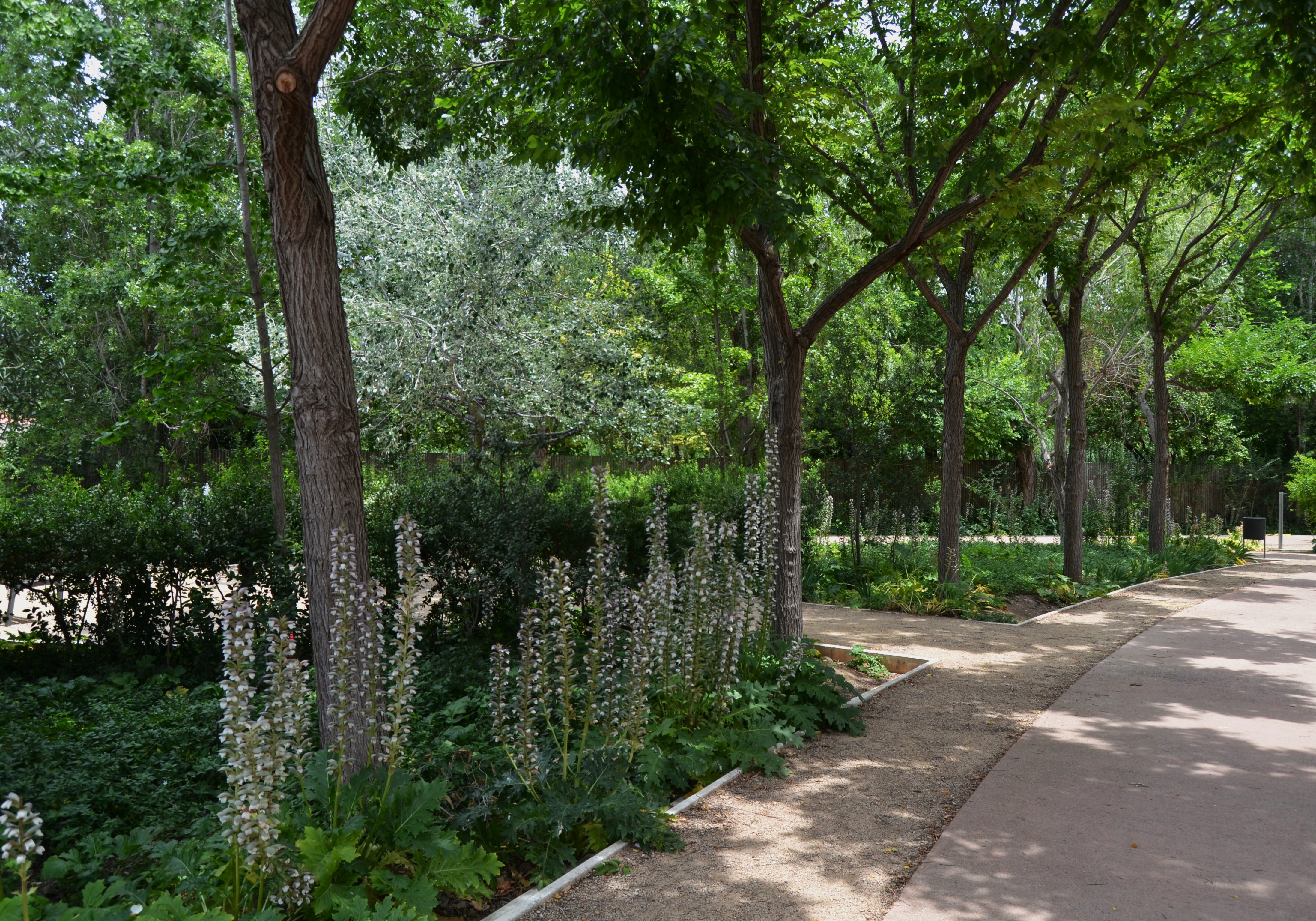
Oms
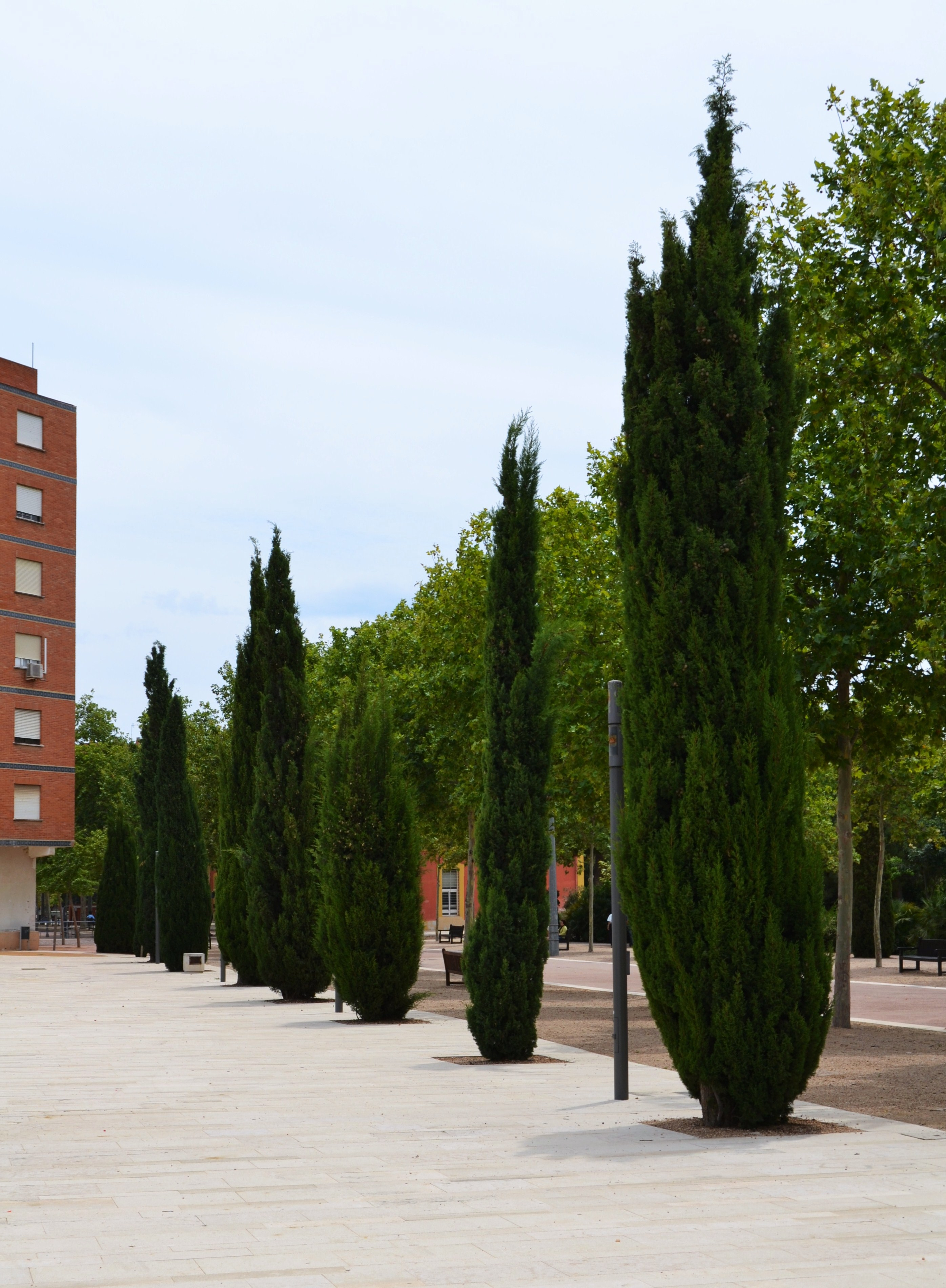
Xiprers
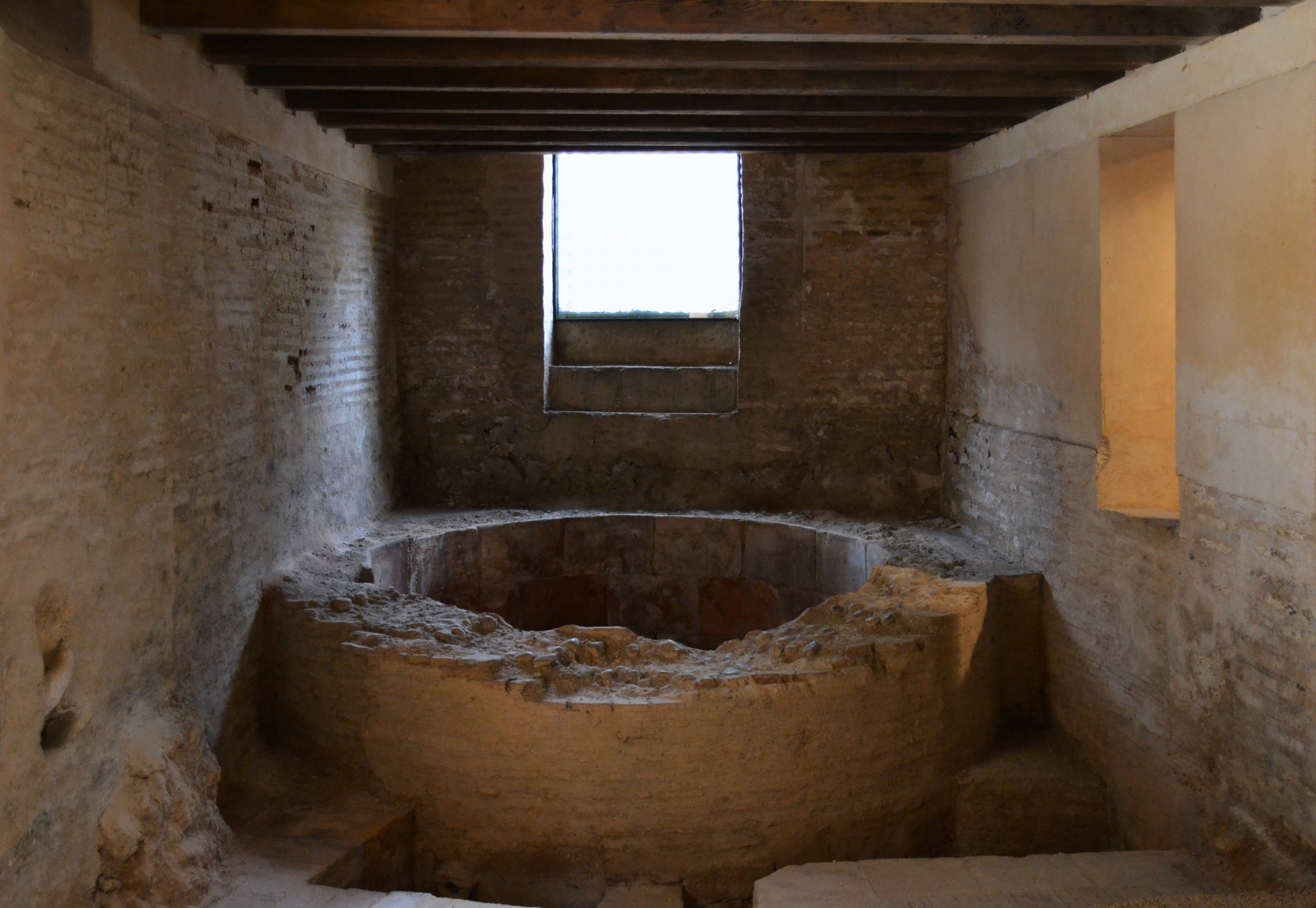
Almàssera de l'alqueria de Barrinto
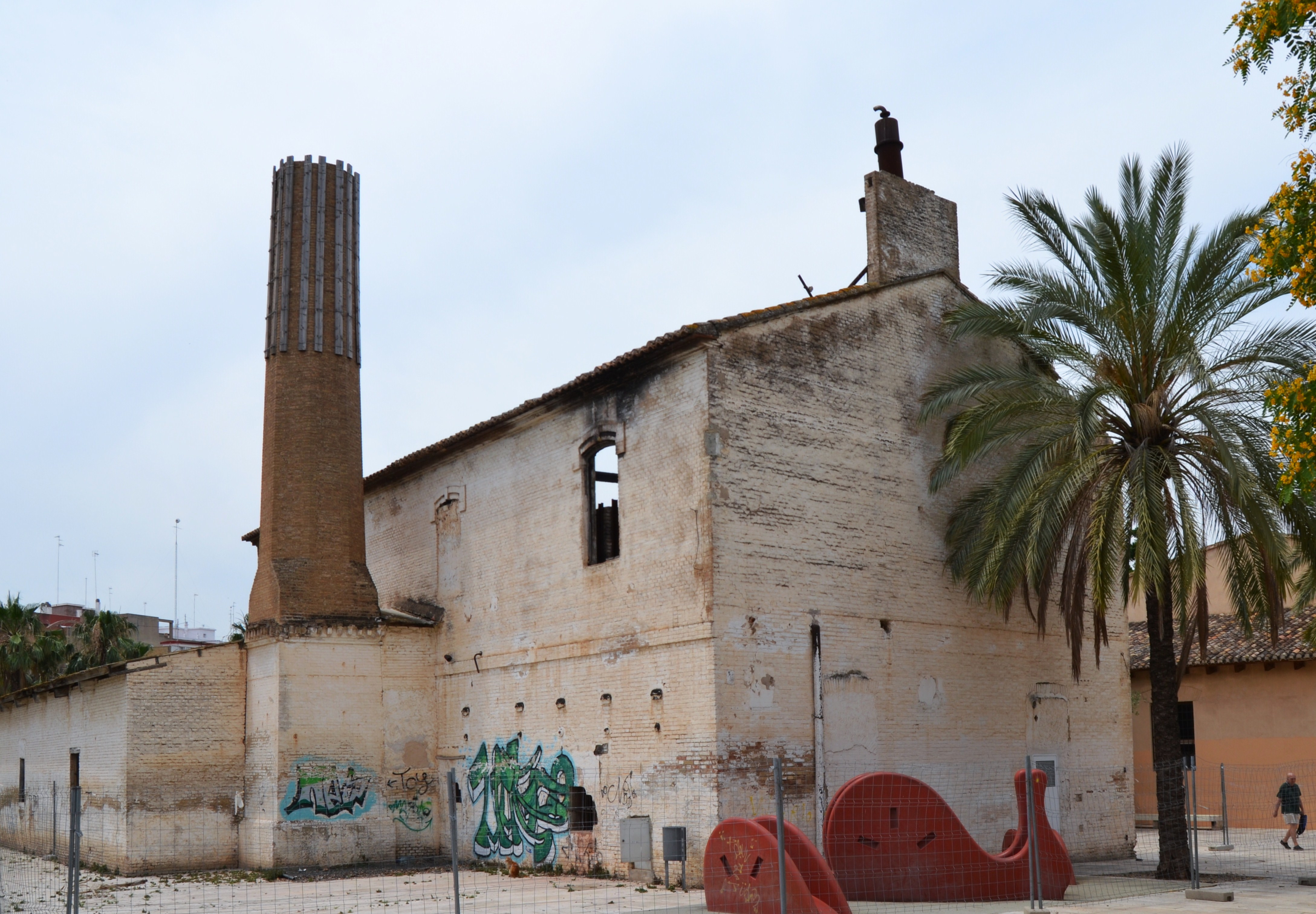
Antiga fàbrica d'oli dels Alfonso
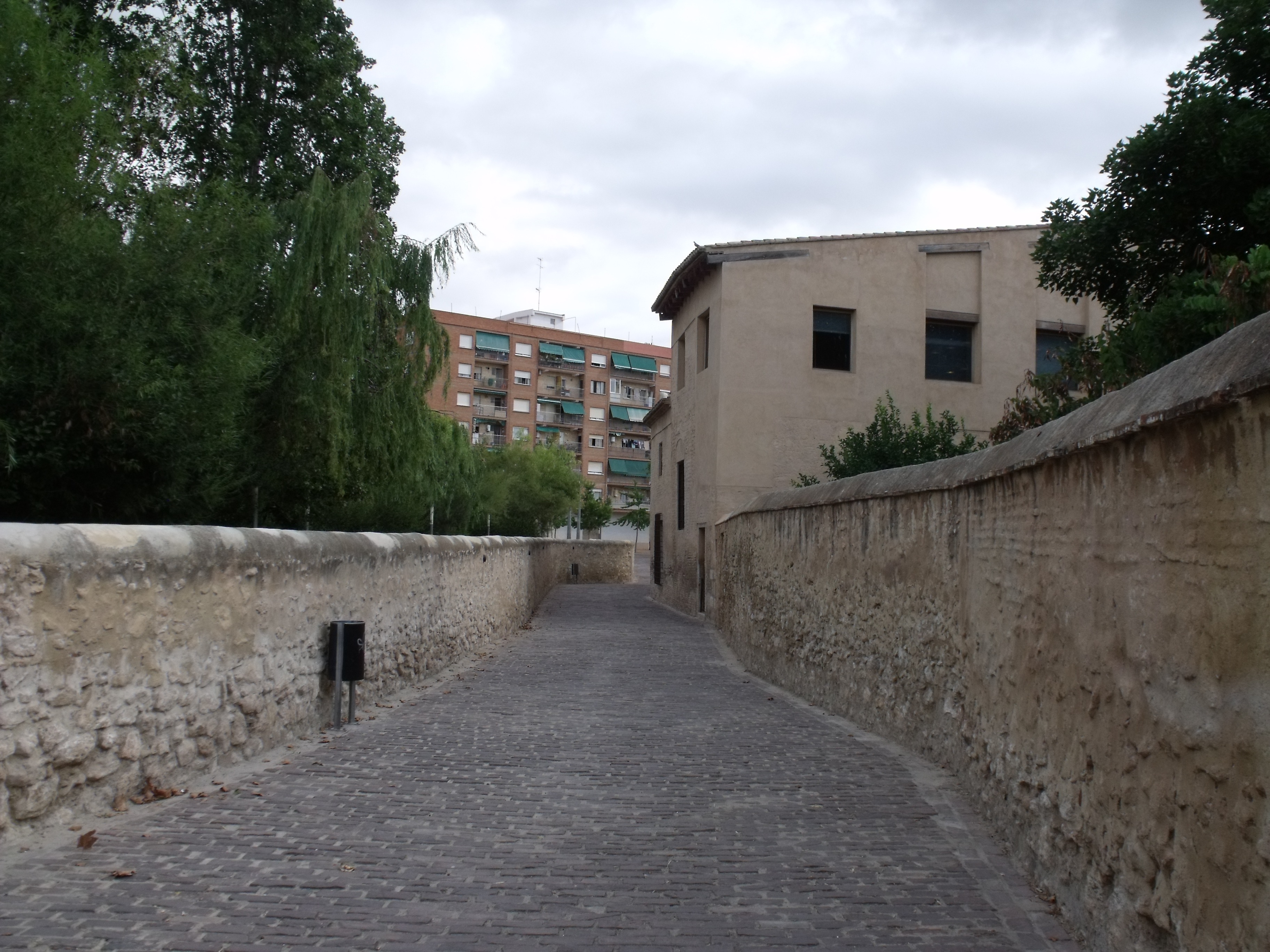
El camí de Montanyana donava accés als productes locals, incloent-hi l'oli, a la ciutat de València
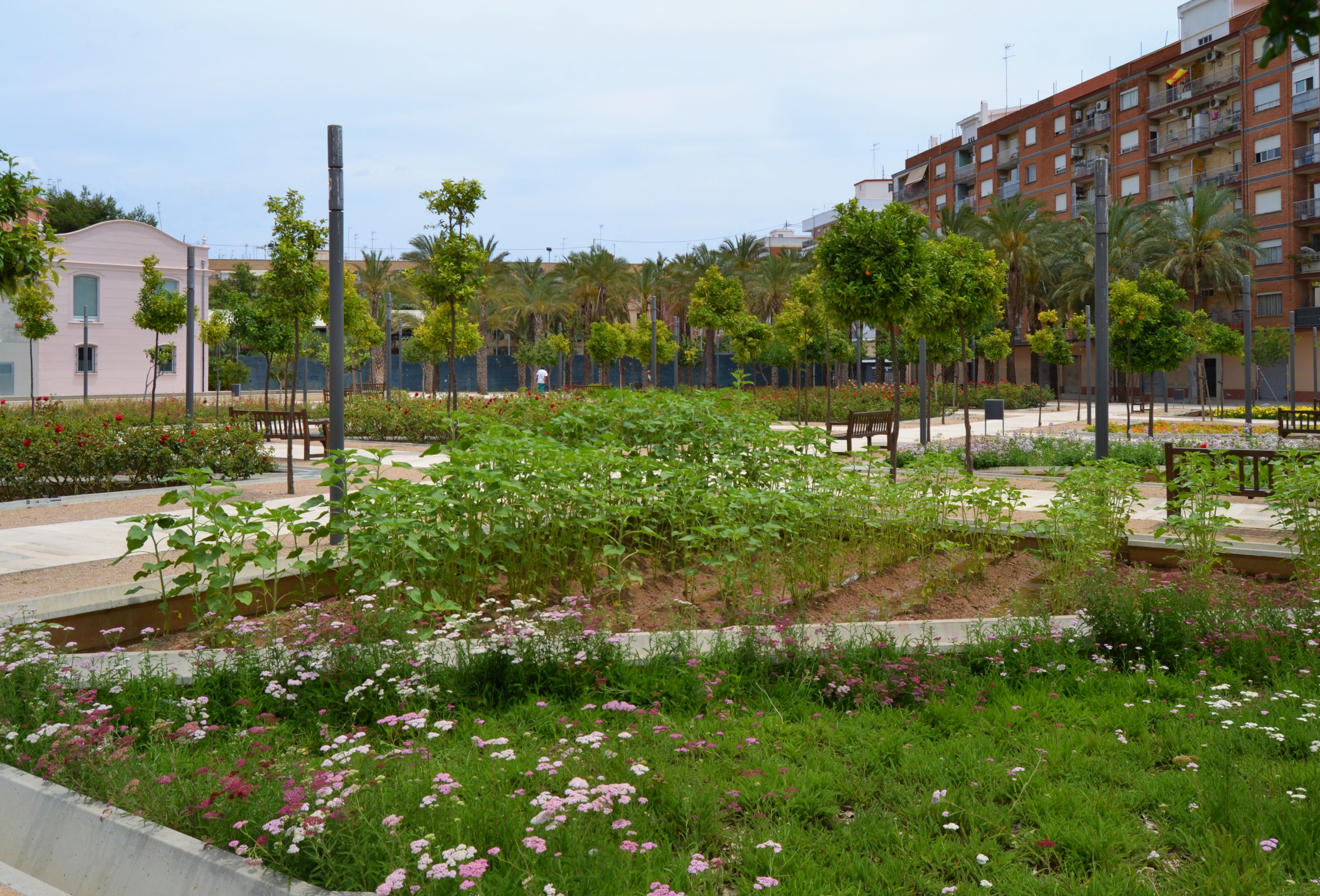
Les hortes hi ocupaven la majoria de la superfície
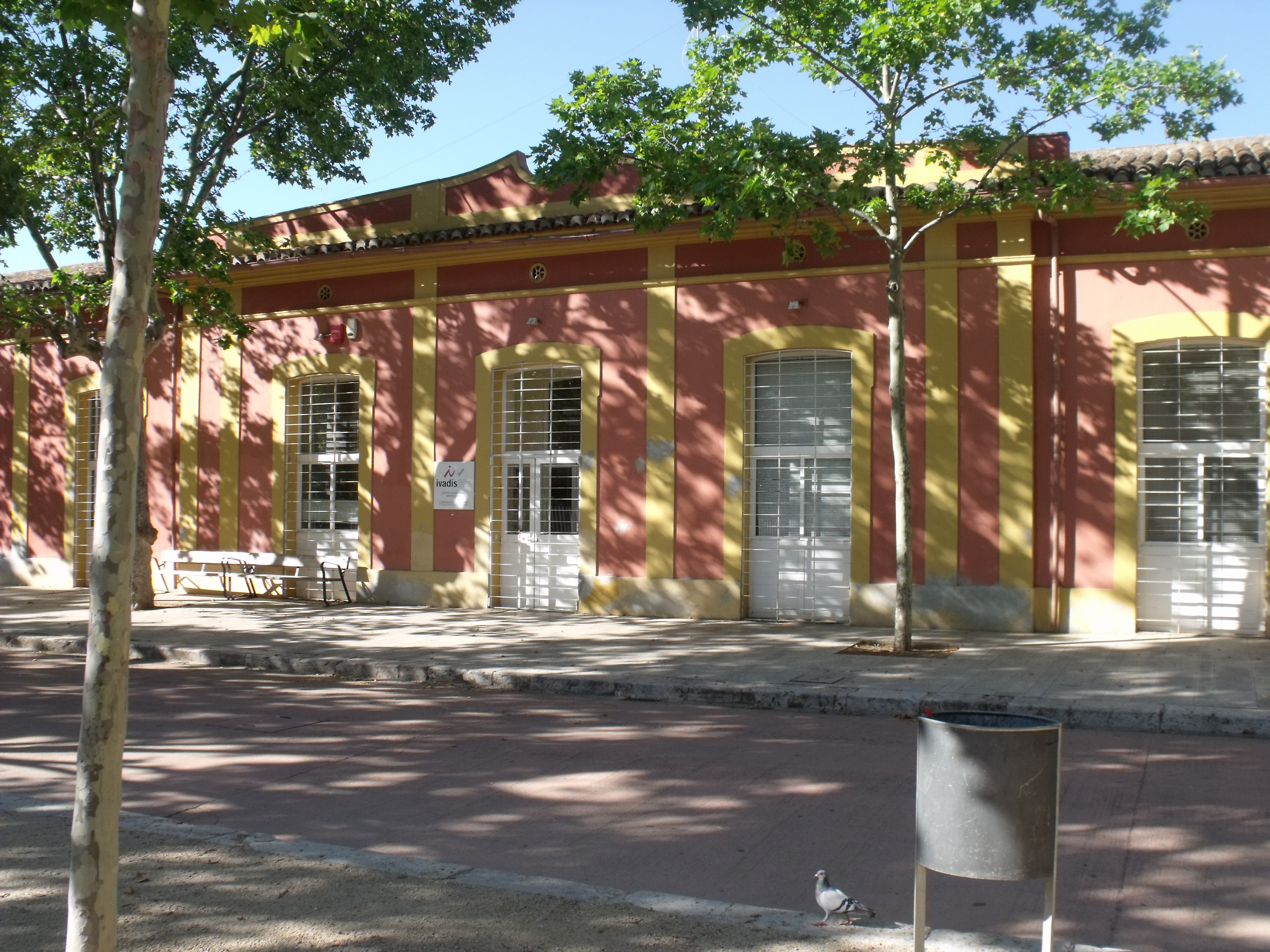
Fins a la construcció de l'estació del Pont de Fusta, tot el trànsit dels ferrocarrils de via estreta del nord de València se centrava a Marxalenes
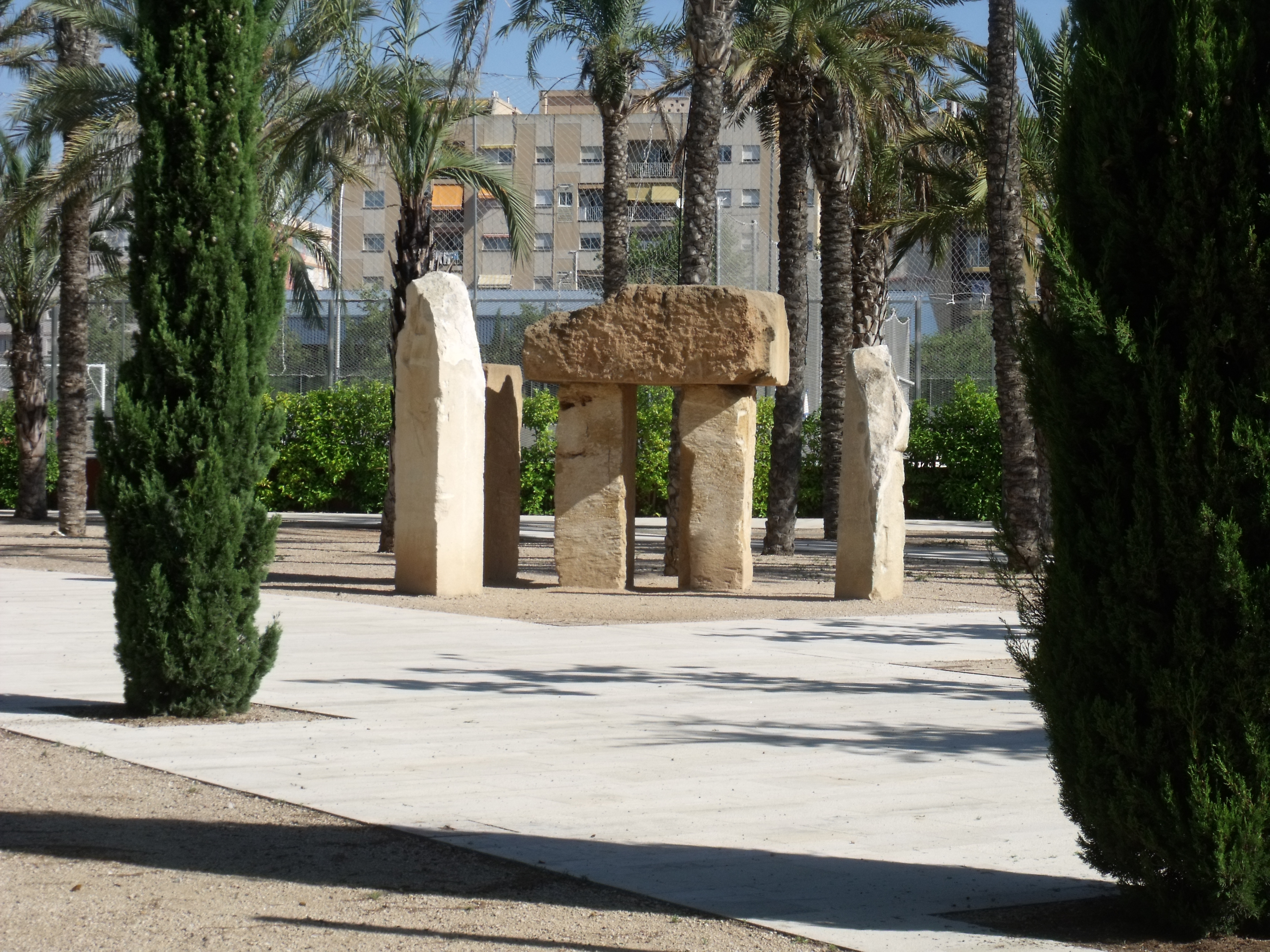
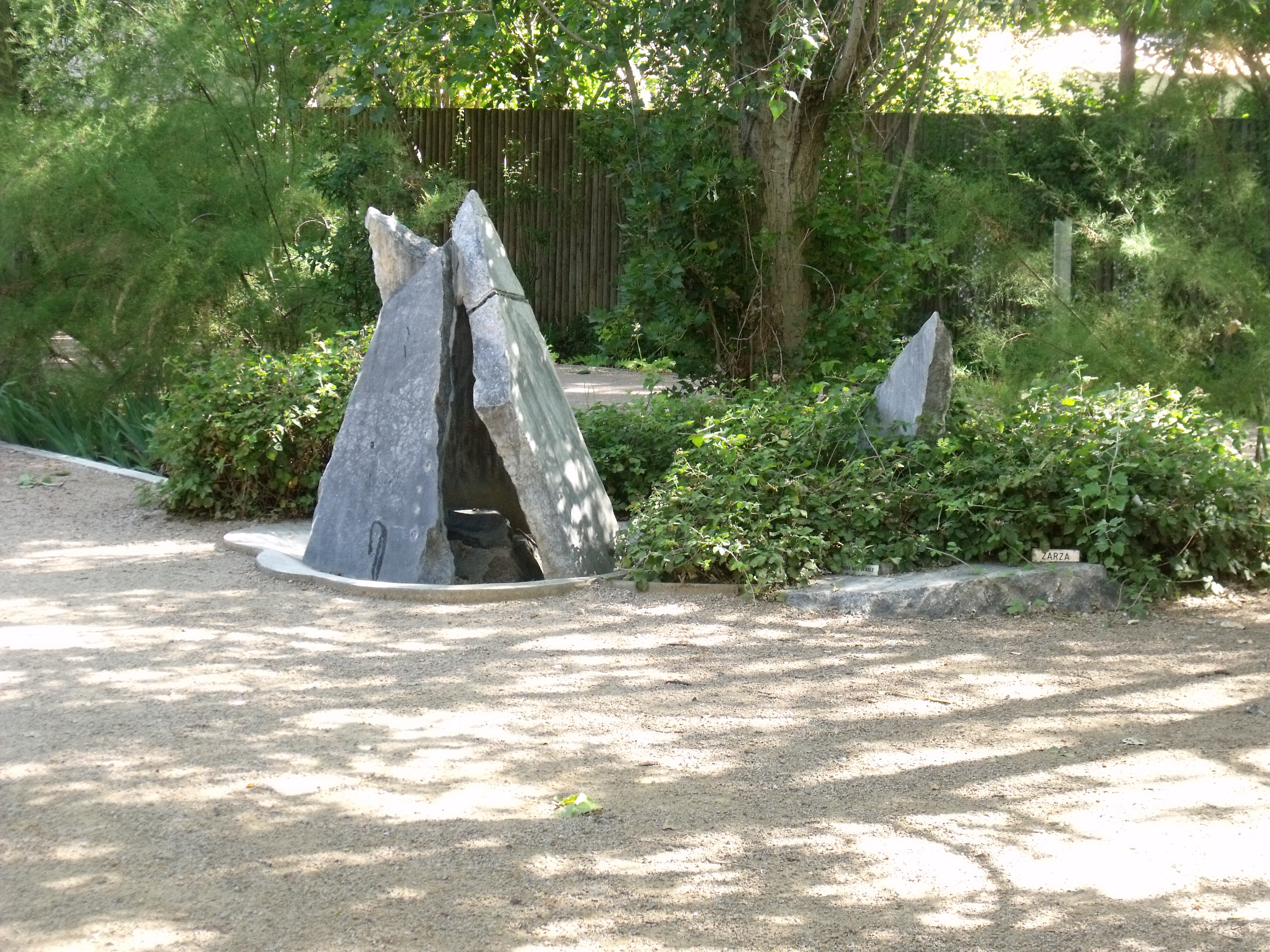
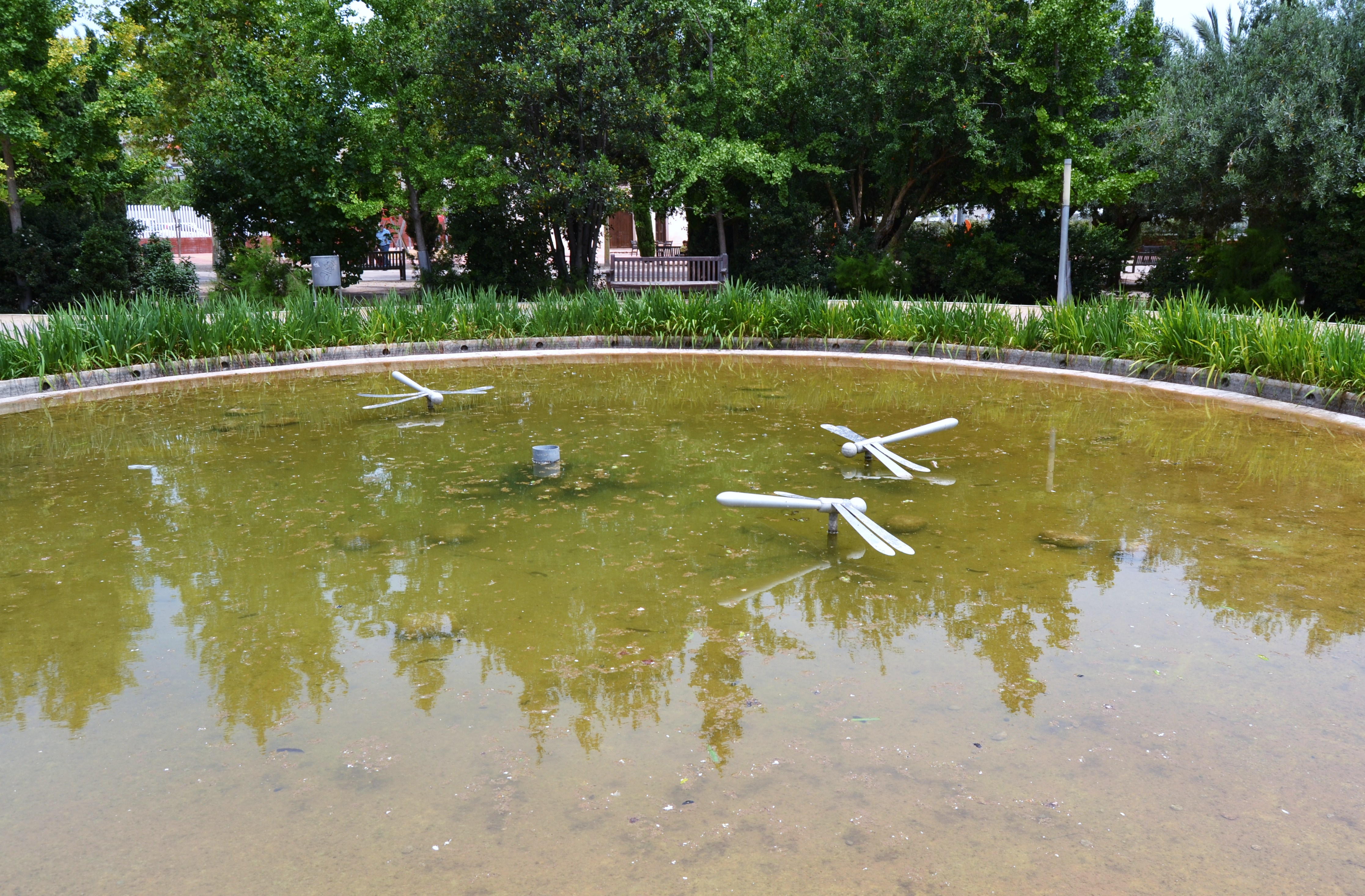